# Jeroen Oerlemans
Jeroen Oerlemans (Vught, 15 mei 1970 – Sirte, 2 oktober 2016) was een Nederlands fotojournalist. 

## Biografie
Hij studeerde politicologie aan de Universiteit van Amsterdam en vervolgens fotojournalistiek aan het London College of Communication.
Oerlemans reisde regelmatig voor reportages af naar brandhaarden in onder andere Libanon, Soedan, Palestina, Afghanistan, Syrië en Libië. In 2012 werd hij in Syrië, samen met de Britse fotograaf John Cantlie, ontvoerd door moslimextremisten. Toen hij probeerde te ontsnappen, liep hij een schotwond op. De beide fotografen werden na een week op 26 juli 2012 bevrijd door het Vrij Syrisch Leger.
Op 2 oktober 2016 kwam hij om het leven in de Libische stad Sirte toen een scherpschutter van IS hem net naast zijn kogelwerend vest raakte. Hij deed er, samen met journaliste Joanie de Rijke, voor Knack verslag van de Tweede Libische Burgeroorlog.
Op 13 oktober 2016 werd hij herdacht in de Zuiderkerk en begraven op Zorgvlied.

## Waardering
In 2007 kreeg hij een eervolle vermelding van World Press Photo met een foto van een dode baby in Libanon. Oerlemans werd drie keer onderscheiden met een Zilveren Camera: in 2010 won hij deze voor een reportage over illegale migranten in Griekenland en een jaar later met een fotoserie over de opstand in Libië. In 2022 werd brug 422 in Amsterdam hernoemd tot Jeroen Oerlemansbrug.
Vriend Joeri Boom tekende daarbij de ironie aan: 
Jeroen liet nooit over zich heenlopen en nu loopt straks iedereen over hem heen